# Ginza (singolo)
Ginza è un singolo del cantante colombiano J Balvin, uscito in America Latina il 21 luglio 2015 e pubblicato anche in Europa e negli Stati Uniti nel dicembre 2015.
Il brano è stato scritto da J Balvin insieme a Alejandro Ramirez Suàrez, Rene David Cano Rios, Salomon Villada Hoyos e Carlos Alejandro Patino Gomez. La produzione è stata curata da Alejandro "Mosty" Patino e SKY. Ha reso il cantante popolare in tutto il mondo.

## Tracce
Testi e musiche di José Balvín, René Cano, Alejandro Patiño, Salomón Villada.
1. Ginza – 2:52

## Classifiche

### Classifiche settimanali
| Classifica (2015-16) | Posizione massima |
| -------------------- | ----------------- |
| Belgio (Vallonia)    | 16                |
| Colombia             | 2                 |
| Francia              | 21                |
| Italia               | 1                 |
| Paesi Bassi          | 83                |
| Polonia              | 43                |
| Romania              | 2                 |
| Slovacchia           | 66                |
| Spagna               | 1                 |
| Stati Uniti          | 84                |
| Svizzera             | 33                |
| Ungheria             | 11                |

### Classifiche di fine anno
| Classifica (2016) | Posizione |
| ----------------- | --------- |
| Italia            | 10        |
| Svizzera          | 84        |

## Remix
Il 27 novembre 2015 è stata pubblicata una prima versione speciale del singolo contenente remix di Daddy Yankee, Farruko, Yandel, De La Ghetto, Nicky Jam, Arcàngel, Zion e Kurupt.
Il secondo remix è stato pubblicato in Brasile nel gennaio 2016, con la partecipazione della cantante Anitta. Il 25 febbraio 2016 è stato lanciato il video musicale del remix con la partecipazione di Anitta che a settembre 2020 conta più di 75 milioni di visualizzazioni.